# Lham hlou
Le lham hlou, lham lahlou (لحم لحلو), ou tadjine lahlou, qui veut dire « viande sucrée » ou « tadjne doux », est un plat sucré algérien,, , ,  , ,  , , fait à base de viande et de pruneaux principalement  ,, avec éventuellement des abricots et décoré de raisins secs et d'amandes dans un sirop de sucre et d'eau de fleur d'oranger.
Ce plat est servi comme entrée ou comme dessert durant le ramadan et à l'occasion de fêtes de mariage.

## Ingrédients et préparation
Le lham lahlou peut être préparé à partir de viande de mouton, de prunes parfumés à la cannelle et à la fleur d'oranger. Il peut également contenir du beurre.

## Appellations
- Lham lahlou : c'est l'appellation usitée dans l'Algérois (qui veut dire viande sucrée). Pour une traduction mot à mot, tadjin lahlou veut dire « plat sucré ».
- Tadjin el aïn : dans l'Est algérien, notamment dans le Constantinois ; el aïn est l'appellation locale des prunes et des pruneaux dans cette région.
- Marqat el berqoq wa zbib : c'est l'appellation courante dans l'Oranie ; el barqoq est le nom local des prunes et des pruneaux dans cette région[13].